# Tchad i olympiska spelen
Tchad medverkade i olympiska spelen första gången 1964 i Tokyo. Man har därefter medverkat i samtliga olympiska sommarspel, med undantag för de 1976 och 1980. Tchad har aldrig medverkat i de olympiska vinterspelen. Tchad har aldrig vunnit någon olympisk medalj.

## Medaljer
| Guld | Silver | Brons | Totalt antal medaljer |
| ---- | ------ | ----- | --------------------- |
| 0    | 0      | 0     | 0                     |

### Medaljer efter sommarspel
| Games               | Athletes         | Gold | Silver | Bronze | Total | Rank |
| Tokyo 1964          | 2                | 0    | 0      | 0      | 0     | –    |
| Mexico City 1968    | 3                | 0    | 0      | 0      | 0     | –    |
| München 1972        | 4                | 0    | 0      | 0      | 0     | –    |
| Montréal 1976       | Deltog inte      |      |        |        |       |      |
| Moskva 1980         | Deltog inte      |      |        |        |       |      |
| Los Angeles 1984    | 3                | 0    | 0      | 0      | 0     | –    |
| Seoul 1988          | 6                | 0    | 0      | 0      | 0     | –    |
| Barcelona 1992      | 4                | 0    | 0      | 0      | 0     | –    |
| Atlanta 1996        | 4                | 0    | 0      | 0      | 0     | –    |
| Sydney 2000         | 2                | 0    | 0      | 0      | 0     | –    |
| Aten 2004           | 2                | 0    | 0      | 0      | 0     | –    |
| Peking 2008         | 2                | 0    | 0      | 0      | 0     | –    |
| London 2012         | 2                | 0    | 0      | 0      | 0     | –    |
| Rio de Janeiro 2016 | 2                | 0    | 0      | 0      | 0     | –    |
| Tokyo 2020          | 3                | 0    | 0      | 0      | 0     | –    |
| Paris 2024          | Framtida tävling |      |        |        |       |      |
| Los Angeles 2028    | Framtida tävling |      |        |        |       |      |
| Brisbane 2032       | Framtida tävling |      |        |        |       |      |
| Totalt              | Totalt           | 0    | 0      | 0      | 0     | –    |